# David Haig
David Haig (ur. 20 września 1955 w Aldershot) – brytyjski aktor i pisarz.
Jako aktor znany ze swojego szerokiego emploi, występował z powodzeniem w rolach komediowych i dramatycznych.

## Filmografia
- 1984 – Dark Enemy
- 1986 – The Alamut Ambush
- 1990 – Portrait of a Marriage
- 1991-1997 – Soldier Soldier
- 1994 – Nice Day at the Office
- 1994 – Cztery wesela i pogrzeb (Four Weddings and a Funeral)
- 1994 – Love On a Branch Line
- 1995-1996 – Cienka niebieska linia (The Thin Blue Line)
- 1998 – Talking Heads 2
- 1999 – Młody Indiana Jones: Wiek niewinności (Adventures of Young Indiana Jones: Tales of Innocence)
- 2000 – Dalziel and Pascoe: A Sweeter Lazarus
- 2001 – Station Jim
- 2002 – Dwa tygodnie na miłość (Two Weeks Notice)
- 2002 – Timequest
- 2016 – Boska Florense (Florence Foster Jenkins)